# M5 (Groot-Brittannië)

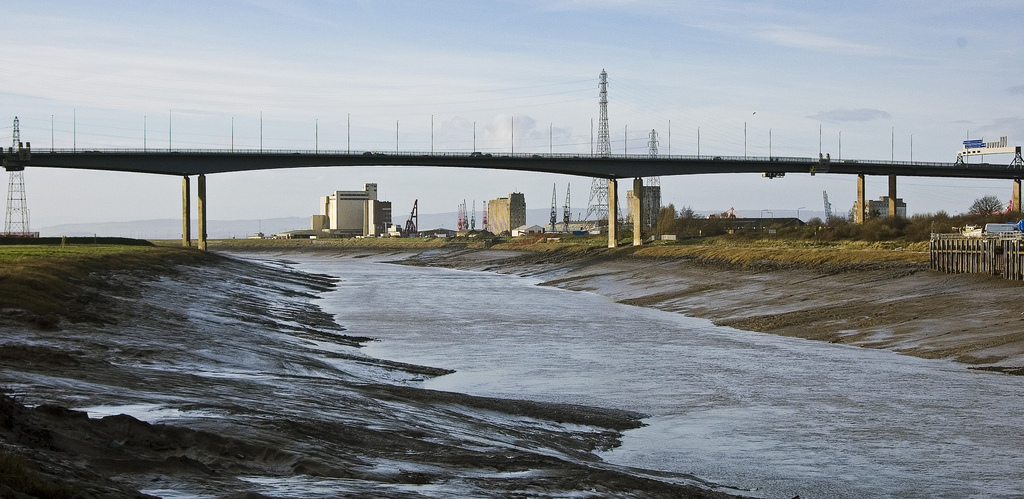
Avonmouth Bridge

De M5 is een autosnelweg in Engeland tussen West Bromwich bij Birmingham, waar hij aansluit op de M6 en Exeter in Devon.

## Route
De autosnelweg loopt in zuidwestelijke richting. Vanaf West Bromwich loopt hij ten westen van Birmingham door Sandwell Valley en passeert vervolgens Bromsgrove, Droitwich Spa, Worcester, Tewkesbury, Cheltenham, Gloucester, Bristol, Weston-super-Mare, Burnham-on-Sea, Bridgwater en Taunton als belangrijkste plaatsen; om te eindigen in Exeter, uitrit 31.
Hij volgt daarbij min of meer het traject van de A38, die evenwel na Exeter verder zuidwaarts gaat.
Tussen uitritten 21 (Weston-super-Mare) en 22 (Burnham-on-Sea) passeert de M5 Brent Knoll een opvallende eenzame heuvel. In de buurt van uitrit 23 is de Willow Man (sculptuur) zichtbaar vanaf de autoweg. Tussen Portishead en Clevedon lopen de rijbanen op verschillende niveaus.
De aansluiting met de M4 bij Bristol is uitgevoerd als een knooppunt op 4 niveaus. De Avonmouth Bridge is, door de steile aanloophelling, het meest filegevoelig.

## Bouw
De eerste 42 km (uitrit 4 tot M50) werden als vierbaansautoweg (2+2) gebouwd met de Worcestershire County Council als bouwheer en geopend in 1962. Datzelfde jaar, met de Gloucestershire County Council als bouwheer werd ook de 3 km tussen uitriten 16 en 17 nabij Filton geopend.
Het deel ten noorden van uitrit 4 werd in verschillende secties gebouwd tussen 1967 en 1970, waarvan grote delen als zesbaansautoweg (3+3) op betonnen pijlers.
Zuidwaarts werd als zesbaansautoweg(3+3) verdergebouwd van 1967 tot 1977.
Het korte deel tussen uitritten 27 en 29 werd in 1967/69 gebouwd als ringweg van Cullompton, met de bedoeling deze later te integreren in de M5, wat uiteindelijk mits aanpassingen gebeurd is in 1975.
In 1990/1992 werden de oudste delen verbreed van 2x2 naar 2x3 rijstroken.
De Avonmouth Bridge werd geopend in 1974 (2x3 rijstroken) en werd in 2002/2004 verbreed tot 2x4 rijstroken.
Groot-Brittannië:
M1 · M2 · M3 · M4 · M5 · M6 · M6 Toll · M8 · M9 · M10 · M11 · M18 · M20 · M23 · M25 · M26 · M27 · M32 · M40 · M42 · M45 · M48 · M49 · M50 · M53 · M54 · M55 · M56 · M57 · M58 · M60 · M61 · M62 · M65 · M66 · M67 · M69 · M73 · M74 · M77 · M80 · M90 · M180 · M181 · M271 · M275 · M602 · M606 · M621 · M876 · M898
A1(M) · A3(M) · A38(M) · A48(M) · A57(M) · A58(M) · A64(M) · A66(M) · A74(M) · A167(M) · A194(M) · A308(M) · A329(M) · A404(M) · A601(M) · A627(M) · A823(M)
Noord-Ierland:
M1 · M2 · M3 · M5 · M12 · M22 · A8(M)